# Рабковичи (Брестская область)
Рабко́вичи (бел. Рабковічы) — деревня в Барановичском районе Брестской области Белоруссии. Входит в состав Вольновского сельсовета. Население — 24 человека (2023).

## География
Деревня расположена в 34 км по автодорогам к северо-востоку от районного центра, города Барановичи, и в 2 км по автодорогам к северо-востоку от центра сельсовета, агрогородка Вольно. К востоку от деревни протекает река Змейка. Есть кладбище, до недавнего времени действовал магазин.

## История
Упоминается на карте Шуберта первой половины XIX века как деревня с 25 дворами. По переписи 1897 года — деревня Черниховской волости Новогрудского уезда Минской губернии, 49 дворов, действовали православная часовня и трактир. В 1909 году — 58 дворов.
После Рижского мирного договора 1921 года — в гмине Полонечка Барановичского повета Новогрудского воеводства Польши. По переписи 1921 года здесь числилось 69 жилых зданий, в которых проживал 391 человек (197 мужчин, 194 женщины), из них 386 белорусов и 5 поляков (по вероисповеданию — 386 православных и 5 римских католиков).
С 1939 года — в составе БССР. В 1940—62 годах — в Городищенском районе Барановичской, с 1954 года Брестской области. Затем в Барановичском районе.
В период Великой Отечественной войны с конца июня 1941 года до 7 июля 1944 года была оккупирована немецко-фашистскими захватчиками. На фронтах погибли 19 сельчан. В послевоенное время в деревню был включён соседний хутор Улановщина.

## Население
По состоянию на 1 января 2023 года в деревне проживало 24 человека в 18 хозяйствах, в том числе 0 моложе трудоспособного возраста, 5 — в трудоспособном возрасте и 19 — старше трудоспособного возраста.
| Численность населения (по переписи) | Численность населения (по переписи) | Численность населения (по переписи) | Численность населения (по переписи) | Численность населения (по переписи) | Численность населения (по переписи) | Численность населения (по переписи) | Численность населения (по переписи) |
| 1897                                | 1909                                | 1921                                | 1959                                | 1970                                | 1999                                | 2009                                | 2019                                |
| ----------------------------------- | ----------------------------------- | ----------------------------------- | ----------------------------------- | ----------------------------------- | ----------------------------------- | ----------------------------------- | ----------------------------------- |
| 311                                 | ↘232                                | ↗391                                | ↘340                                | ↘320                                | ↘108                                | ↘63                                 | ↘25                                 |